# 尼古拉·拉斯托尔古耶夫
尼古拉·维亚切斯拉沃维奇·拉斯托尔古耶夫（俄语：Николай Вячеславович Расторгуев，1957年2月21日—）是俄罗斯柳拜乐队的主唱。
1978年时，拉斯托尔古耶夫是俄罗斯乐队“六个年轻人”（Шестеро молодых）中的独唱，但直到在1980至1985年间从属于涌流，歌唱乐队期间他才崭露头角。在这支乐队里，拉斯托尔古耶夫与瓦列里·基佩洛夫结为友人，后者在后来组建了重金属乐队咏叹调乐队。在“涌流，歌唱”乐队解散后，拉斯托尔古耶夫先在乐队“Rondo”里度过了一年，之后加入了刚成立的柳拜乐队。自此，无论多少次成员更迭，拉斯托尔古耶夫一直都是柳拜的唯一永久成员。
他还主演了几部电影，并发行了一张个人英语专辑。
1997年，拉斯托尔古耶夫被授予俄罗斯联邦人民艺术家荣誉称号。2007年，俄罗斯总统弗拉基米尔·普京在拉斯托尔古耶夫50岁生日之际授予他“祖国功勋”勋章（第四级）。2010年，拉斯托尔古耶夫作为俄罗斯执政党統一俄羅斯的一员，當選俄罗斯国家杜马议员。
拉斯托尔古耶夫于2014年3月签署了一封支持俄罗斯侵占乌克兰克里米亚地区的书信。因“言论有违国家安全利益”，他被乌克兰当局禁止入境。2022年4月及5月，拉斯托尔古耶夫参与了一系列为支持2022年俄羅斯入侵烏克蘭而举办的演唱会。